# Maiolati Spontini

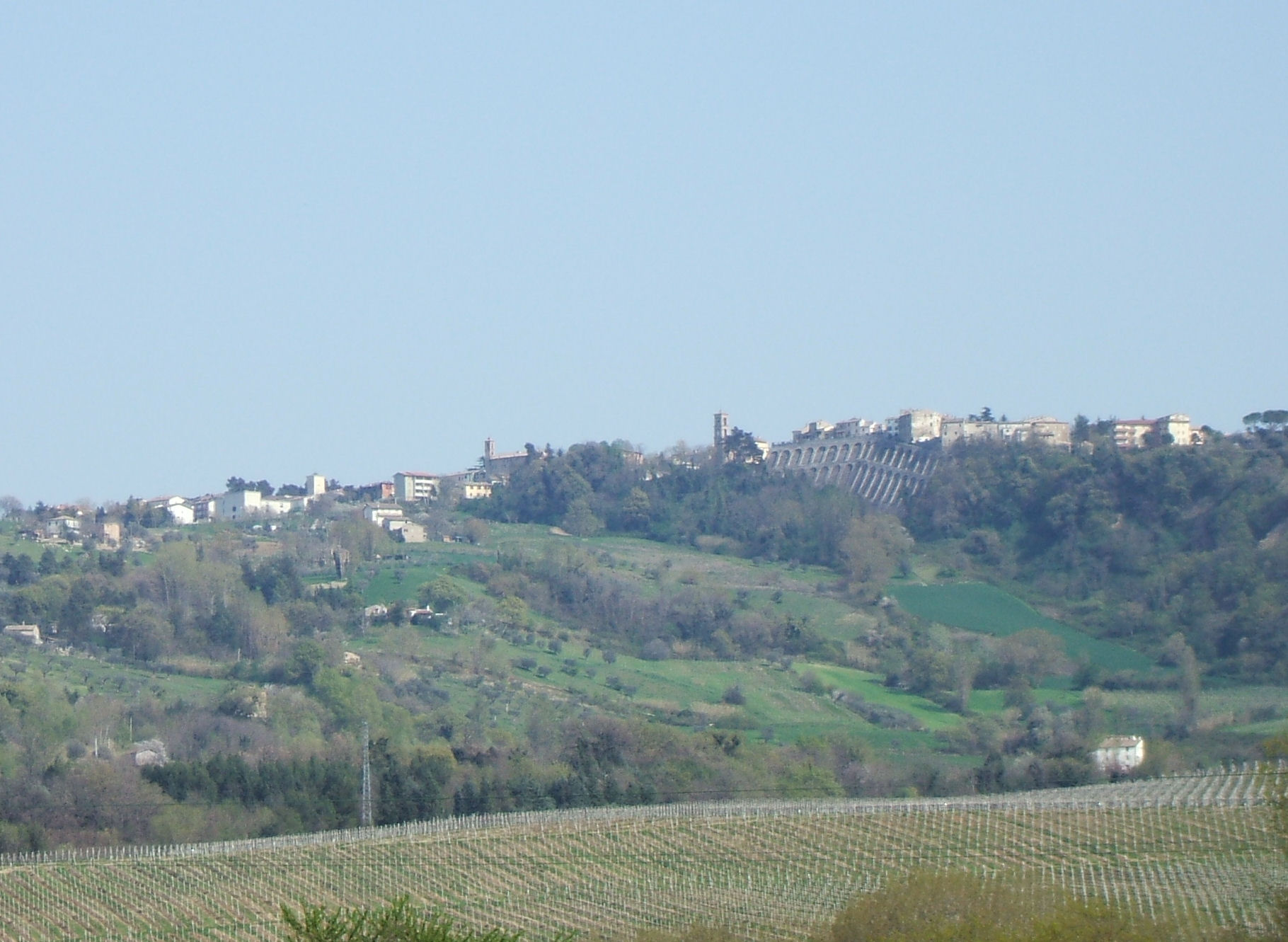
Panorama von Maiolati Spontini

Maiolati Spontini ist eine italienische Gemeinde (comune) mit 5982 Einwohnern (Stand 31. Dezember 2023) in der Provinz Ancona in den Marken. Die Gemeinde liegt etwa 35 Kilometer südwestlich von Ancona. Durch Maiolati Spontini fließt der Esino.

## Geschichte
Von besonderer Bedeutung ist die Benediktinerabtei Santa Maria im Ortsteil Moie, die wohl in der zweiten Hälfte des 12. Jahrhunderts entstand.

## Verkehr
Die Strada Statale 76 della Val d’Esino führt von Fabriano durch die Gemeinde weiter Richtung Flughafen Ancona bzw. Autostrada A14 zur Adriaküste.

## Persönlichkeiten
- Gaspare Spontini (1774–1851), Komponist